# Portalada d'accés (Conill)
Portalada d'accés és una obra de Tàrrega (Urgell) inclosa a l'Inventari del Patrimoni Arquitectònic de Catalunya.

## Descripció
És un racó d'extraordinària bellesa que dona accés pel darrere a dues cases. Una d'aquestes cases té un gran vestíbul obert format amb arcs rebaixats que dona entrada als graners i a les cavallerisses.
La construcció és de la segona meitat del segle xviii.